# Kellie Maloney

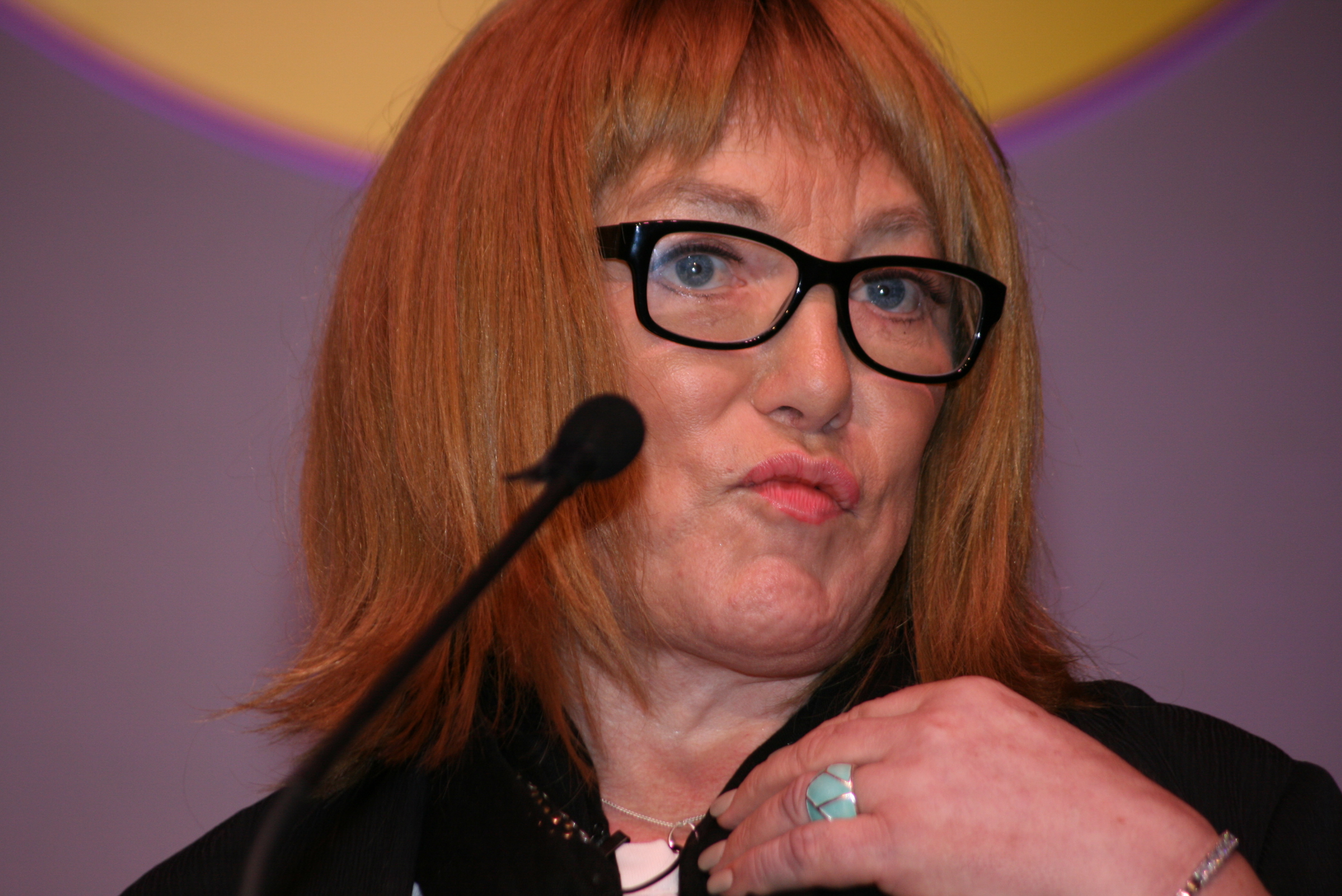
Kellie Maloney (2015)

Kellie Maloney (geboren als Francis „Frank“ Maloney; * 23. Januar 1953 in Peckham, London) ist eine britische Boxpromoterin. Sie war Managerin des Box-Weltmeisters Lennox Lewis. 2015 schloss sie geschlechtsangleichende Maßnahmen ab und lebt offen als Transfrau.

## Biographie
Kellie Malorney wurde als einer von drei Söhnen einer katholischen Arbeiterfamilie irischer Abstammung geboren. Schon als Kind habe sie gemerkt, dass sie anders als ihre beiden Brüder sei. Im Alter von 17 Jahren machte sie einen ersten Versuch, als Frau zu leben, beendete diese Phase aber, damit ihr Vater nichts davon erfuhr.
Auf Initiative des Vaters begann Maloney mit dem Boxen und heiratete zudem ein erstes Mal. Da sie nur knapp über 1,50 Meter groß war, hörte sie mit dem aktiven Boxen auf und begann in den 1970er Jahren in Zusammenarbeit mit Boxpromoter Frank Warren als Trainer zu arbeiten. In den 1980er Jahren trennten sich die beiden, und Maloney wurde Managerin und Promoterin. 1989 wurde sie Managerin des späteren unumstrittenen Schwergewichts-Boxweltmeisters Lennox Lewis. Sie betreute auch andere Boxer wie etwa Rendall Munroe, der fünfmal in Folge Europameister im Superbantamgewicht wurde und zweimal um den WM-Titel kämpfte. Aufgrund ihrer zierlichen Statur erhielt sie den Spitznamen „Mental Midget“ („geistiger Zwerg“).
2004 stellte sich Maloney als Kandidatin der UKIP für den Londoner Bürgermeister zur Wahl. Dabei erregte sie mit homophoben Äußerungen Aufsehen. So begründete sie ihre Niederlage damit, dass es im Wahlbezirk Camden „zu viele Schwule“ geben würde. James Davenport, Vorsitzender der Gay Conservatives, forderte daraufhin den Rücktritt oder die Entlassung Maloneys als UKIP-Kandidat, da dieser ein „gefährlicher Extremist“ sei. 2018 erklärte Kellie Maloney ihre damaligen Aussagen, die sie wohl „bis ans Ende ihres Lebens verfolgen“ würden: „Schon als sie aus meinem Mund kamen, wusste ich, dass sie falsch waren.“ Sie seien Selbstschutz gewesen, um sich in der männlichen Box-Welt als „Ultra-Macho“ darzustellen, was sie nun bereue.
Am 11. September 2009 erlitt Maloney einen Herzinfarkt während eines Boxkampfes zwischen ihrem Schützling John McDermott und Tyson Fury, den Fury nach einer umstrittenen Entscheidung gewann. Der Infarkt wurde erst zwei Tage später entdeckt, nachdem Maloney die Leiche des Boxers Darren Sutherland, der Suizid begangen hatte, in dessen Wohnung entdeckt hatte und mit einem Schock in ein Krankenhaus eingeliefert worden war. Der Druck, in der männlichen Boxszene ihre wahre Natur unterdrücken zu müssen, habe zudem zu Depressionen geführt. So habe sie heimlich Frauenkleidung gekauft, nur um diese dann in den nächsten Mülleimer zu werfen. Später bekannte sie öffentlich, dass sie 2005 versucht habe, ihre damalige Ehefrau zu erwürgen. Auch habe sie vor ihrer Entscheidung, sich offen als Transgender zu outen, einen Suizid-Versuch in ihrem Ferienhaus in Portugal unternommen.
Im Oktober 2013 zog sich Maloney aus dem Boxgeschäft zurück, nachdem ihr Schützling David Price gegen Tony Thompson verloren hatte. Im August 2014 verkündete sie, dass sie ab jetzt „Kellie“ heiße und sich einer Geschlechtsumwandlung unterziehen werde. Lennox Lewis zeigte sich zunächst schockiert über die Nachricht, äußerte aber Respekt für Maloneys Entscheidung. Im selben Jahr nahm sie als Kellie an Celebrity Big Brother teil.
In einem Interview aus dem Jahr 2014 erklärte Kellie Maloney, dass sie von ihrer Mutter in ihrer Entscheidung unterstützt werde, während ihre beiden Brüder die Geschlechtsumwandlung nicht akzeptierten.
Im April 2015 gab Kellie Maloney bekannt, dass ihre Geschlechtsumwandlung abgeschlossen sei und sie ins Boxgeschäft zurückkehren werde. Der Prozess wurde von einem TV-Team von Channel 5 begleitet und die Dokumentation unter dem Titel Kellie Maloney: No Going Back ausgestrahlt. Für kurze Zeit betreute sie 2015 als Promoterin den schottischen Boxer Gary Cornish, seit 2020 managt sie die nordirische Profi-Boxerin Cathy McAleer.

## Persönliches
Kellie Maloney war über 15 Jahre mit ihrer zweiten Frau Tracey verheiratet; sie haben zwei Töchter, Maloney zudem eine Tochter aus erster Ehe. In ihrem ersten Fernsehinterview als Transfrau sagte Maloney, dass sie und Tracey geschieden seien, ihre Ex-Frau und ihre Töchter sie aber unterstützten.

## Publikationen
- Mit Kevin Brennan und Ricky Gervais: No Baloney: A Journey From Peckham To Las Vegas. Mainstream Publishing, 2003, ISBN 978-1-84018-701-4.